# Robert Guerrero
Robert Guerrero est un boxeur mexicano-américain né le 27 mars 1983 à Gilroy en Californie, aux États-Unis.

## Carrière
Champion d'Amérique du Nord NABF des poids plumes en 2004 et 2005, il devient champion du monde IBF de la catégorie le 2 septembre 2006 en battant par abandon à la 8e reprise son compatriote Eric Aiken.
Après 3 défenses de cette ceinture, Guerrero la laisse vacante le 23 juin 2008 et décide de boxer dans la catégorie supérieure.
Le 22 août 2009, il s'empare du titre IBF des super-plumes en détrônant le sud africain Malcolm Klassen, titre qu'il laisse vacant le 17 février afin d'être au plus près de sa femme atteinte d'une leucémie.
Retiré des rings pendant plus d'un an, il bat en juillet 2012 dans la catégorie des poids welters Selcuk Aydin puis Andre Berto aux points le 24 novembre 2012. Il est en revanche battu par Floyd Mayweather Jr., champion WBC de la catégorie, aux points le 4 mai 2013.